# Darwin-díj
A Darwin-díj olyan, gúnyos értelemben vett „kitüntetés”, amelyet azon embereknek ítélhetnek meg, akik valamilyen különösen buta, ügyetlen módszerrel próbáltak egy számukra érdekes célt elérni, és ez az életükbe vagy a nemzőképességükbe került. A nevét onnan kapta, hogy ezek az emberek, Charles Darwin természetes kiválasztódásról szóló híres elmélete értelmében, „szívességet tesznek” az emberiségnek azzal, hogy nem örökítik tovább ostobaságukat utódaikra. Azaz a díj a humán génállomány öntisztulását jelképezi.

## A díj története
Már 1985-ben terjedtek e-mailek a témáról, de 1994-ben alakult át hivatalossá a díj kiosztása. Ekkor alapította meg egy amerikai nő, Wendy Northcutt a hivatalos honlapot, és fogalmazta meg a díj elnyeréséhez mindenképpen szükséges pontokat.
A díj elnyerésére azok jelölhetők, akik megfelelnek az alábbi kritériumoknak:
- A jelöltnek halottnak kell lennie, vagy el kellett veszítenie a szaporodóképességét. Ennek a pontnak az a célja, hogy ezek az emberek megmentsék az emberiséget azon génjeiktől, melyek ilyen esetek véghezviteléhez vezettek.
- A második szabály, hogy a jelöltnek az amerikai autóvezetői korhatár felett, és mentálisan egészségesnek kell lennie (Northcutt szerint bármilyen mentális problémából adódó sérülés vagy haláleset tragikus, nem pedig szórakoztató, így az ilyen jelöléseket minden esetben kizárja).
- Harmadszor, a jelölt halálának a saját hibájából kell bekövetkeznie.
- Negyedszer, az esetnek különlegesnek kell lennie. Ha többen is megcsinálnák, akkor nem lenne olyan érdekes.
- Végül, az eseménynek bizonyíthatónak kell lennie. Például szemtanúk leírásaival alá lehet támasztani. Ez a legfontosabb szabály. Azon történetek, melyek nem nyertek bizonyítást, a Darwin-díj hivatalos honlapján az Urban legends, azaz a Városi legendák témakörbe kerülnek, és valójában nem díjazottak.

A nevezési kritériumok később tovább bővültek. Így nem lehet jelölt az olyan eset sem, amely során ártatlanok is megsérültek, illetve amit szándékosan idéztek elő (ezzel próbálják megelőzni, hogy valaki szándékosan tegyen kárt magában, pusztán a díj, és a vele járó hírnév elnyeréséért).

## Híres díjazottak
Néhány különlegesebb eset:
- Az első, 1994-es díjazott egy olyan amerikai férfi volt, aki ingyen üdítőért addig rángatta a kólaautomatát, míg az végül ráborult és agyonütötte.
- 1996-ban egy ügyvéd, aki egy irodaház 24. emeletén próbálta megmutatni az ifjú ügyvédeknek a panoráma üvegablak törésbiztonságát – amiért a készítők garanciát vállaltak –, és ezért nagy lendülettel nekirohant az üvegnek. Az üveg ugyan nem tört be, viszont kiesett a keretéből, így a férfi lezuhant, és szörnyet halt.
- Egy másik férfi mobiltelefonálni akart a szabadban, ezért egy közeli vasúti töltésre sétált fel a jobb térerő érdekében, amikor az odaérkező vonat elütötte.
- Híres emberek is lehetnének díjazottak: Tennessee Williams író alkohol és drog hatása alatt akart a szemébe csepegtetni, amikor véletlenül lenyelte a szemcseppje fiolájának kupakját, amitől megfulladt.
- Egy Marino Malerba nevű orvvadász lelőtt egy, a feje fölött kiálló sziklán lévő szarvast. Pechjére az állat rázuhant, és a vadász belehalt.
- Hasonló módon „ügyes” volt az a Srí Lanka-i férfi, aki magasfeszültségű trafóról próbált rágyújtani a cigarettájára. Az áram természetesen agyoncsapta.
- 2013-ban Kínában egy friss jogosítvánnyal rendelkező nő be akart tolatni egy garázs parkolóhelyére, amikor a kocsija mögött álló és neki segítő férjét véletlenül elütve pánikba esett, és a gázra lépve az ajtóból kihajolva a rükvercben lévő autóval férjét halálra gázolva magát is megölte, mivel a nő feje a kocsiajtó és a garázs fala közé szorult.[1]
- Szintén 2013-ban egy férfi saját modellhelikopterével skalpolta meg magát New Yorkban.[2]

## További tudnivalók
- Az interneten rengeteg Darwin-díjas története fent van, főleg humor- és viccoldalakon, történeteiket kiadják újságokban, magazinokban is.
- Az okostelefonok és a közösségi oldalak elterjedésével rengeteg halálos szelfibaleset történt, amikor emberek gondatlanul különféle veszélyes helyzetekben akarták magukat megörökíteni a telefonjaikkal, hogy az így készült képeket feltöltsék az internetre, de eközben bekövetkezett a tragédia, és halálukat lelték épületekről lezuhanva, áramütés, közlekedési baleset, állati támadás, vagy épp saját fejükhöz tartott fegyver elsülése miatt.[3][4] A magas épületek illegális megmászása egy-egy „jó” kép érdekében a becslések szerint minimum 259 életet követelt 2011–17 között.[5]
- Az okostelefonok nemcsak szelfi készítésekor, hanem az egyszerű használat során is okoztak már halálos baleseteket, mikor emberek a telefonon való böngészés közben figyelmetlenül jármű elé léptek, vagy akár folyóba zuhantak és megfulladtak. Ez utóbbi történt Kínában egy nővel 2016 januárjában, aki egy este emiatt zuhant folyóba. Ráadásul eséskor a fejét is beverte, így valószínűleg az eszméletét is elvesztette, majd vízbe fúlt. Holttestét másnap találták meg. Minderre egy térfigyelő kamera felvétele derített fényt.[6]
- Több könyv jelent meg a témáról – elsősorban gyűjtemények –, mert később szokássá vált nem csak a nyerteseket megemlíteni (akiket mindig egy internetes szavazás során választanak meg), hanem a többiek történetét is. Maga az alapító, Wendy Northcutt is több könyvet írt.
- Film is készült a témában 2006-ban Darwin-díj – Halni tudni kell! címmel (Joseph Fiennes, Winona Ryder főszereplésével), melyben egy nyomozási történet köti össze a különös haláleseteket.